# NGC 3341
NGC 3341 este o galaxie activă situată în constelația Sextantul. A fost descoperită în 22 martie 1865 de către Albert Marth. Se află la o distanță de 117,76 megaparseci de Pământ.